# Ченак
Ченак (рум. Cenac) — село в Чимишлийском районе Молдавии. Относится к сёлам, не образующим коммуну.

## География
Село расположено на высоте 203 метров над уровнем моря. Недалеко от восточной окраины села по направлению с севера на юг протекает река Ялпуг.

## Население
По данным переписи населения 2004 года, в селе Ченак проживает 2098 человек (1037 мужчин, 1061 женщина).
Этнический состав села:
| Национальность | Число жителей | Процентный состав |
| -------------- | ------------- | ----------------- |
| молдаване      | 2019          | 96.23             |
| румыны         | 34            | 1.62              |
| гагаузы        | 29            | 1.38              |
| украинцы       | 7             | 0.33              |
| русские        | 4             | 0.19              |
| болгары        | 3             | 0.14              |
| прочие         | 2             | 0.1               |
| Всего          | 2098          | 100 %             |